# سمرکوویتس
سمرکوویتس (به لهستانی:  Smerekowiec) یک روستا در لهستان است که در گمینا اوشچیه گورلیتسکیه واقع شده‌است.